# Anopheles bancroftii
Anopheles bancroftii är en tvåvingeart som beskrevs av Giles 1902. Anopheles bancroftii ingår i släktet Anopheles och familjen stickmyggor. Inga underarter finns listade i Catalogue of Life.